# Гассаль, Артур
Артур Гассаль (Артур Хилл Хассал, англ. Arthur Hill Hassall; 13 декабря 1817, Теддингтон — 9 апреля 1894, Сан-Ремо) — английский медик-гистолог, химик, микроскопист, известный своей деятельности в области здравоохранения и безопасности пищевых продуктов.

## Биография

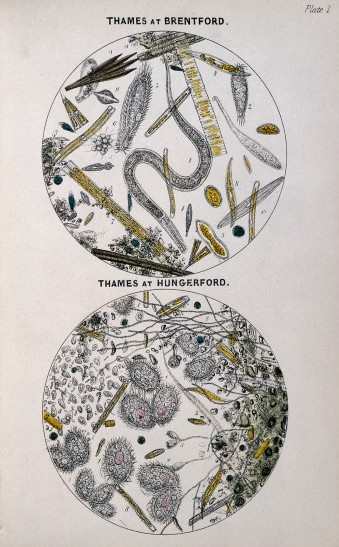
Иллюстрация из книги Гассаля «A microscopical examination of the water…», изображающая микроорганизмы, видимые под микроскопом при исследовании воды Темзы

Путь Гассаля в медицину начался в 1834 году с работы учеником у своего дяди в Дублине.
В 1846 вышел его двухтомный труд «The Microscopic Anatomy of the Human Body in Health and Disease».
Гассаль изучал ботанику в Королевских ботсадах Кью, уделяя особое внимание водорослям. Резонанс в обществе вызвала его публикация 1850 года, посвящённая исследованию микроскопического состава лондонской воды («A microscopical examination of the water supplied to the inhabitants of London and the suburban districts»), снабжённая иллюстрациями, вызывающими отвращение. Впечатлённый баронет Бенджамин Холл инициировал реформу водоснабжения.

## Научная деятельность

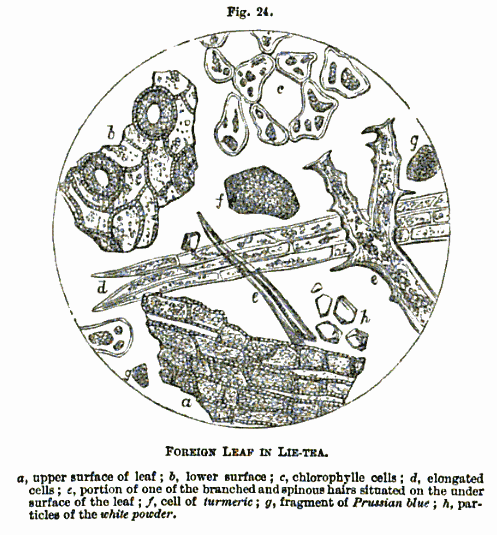
Фальшивый чай под микроскопом. Иллюстрация из книги «Food: its adulterations, and the methods for their detection»

В начале 1850-х Гассаль заинтересовался подмешиванием различных веществ к пищевым продуктам, улучшающим внешние качества пищи. Сподвиг его на это Канцлер казначейства Чарльз Вуд, в 1850 году заявивший в парламенте, будто невозможно обнаружить, подмешан ли к кофе цикорий. Гассаль возглавил Аналитическую санитарную комиссию, учреждённую Томасом Уокли, которая с начала 1851 по конец 1854 года сделала около двух с половиной тысяч контрольных закупок. Гассель исследовал продукты сперва под микроскопом, а в случае необходимости — с применением химического анализа. В исследованиях Гасселю помогал Генри Летби. Гассель регулярно обнародовал названия фирм-нарушителей в журнале Lancet от имени комиссии, Уокли обещал покрыть расходы, связанные с судебными тяжбами. Однако обвинений не последовало, и в 1855 году Гассель заново издал результаты проверок под своим именем.
Исследования Гасселя показали, что подмешивание неподобающих веществ в пищевые продукты было скорее правилом, нежели исключением. Комиссия достигла такой известности, что в детской книге «Дети воды» Чарльз Кингсли писал, что «даже д-р Летби и д-р Гассаль, как ни стараются, не могут поймать глупых и злых людей, продающих детям яды».
В итоге в 1860 году был принят первый закон о подмешивании к пище (Food Adulteration Act). Впоследствии и закон, и работа Гассаля критиковались, отмечалось, что борьбу с подмешиванием нужно проводить не запугиванием покупателей, а конструктивными советами по проверке продуктов. За этим последовали поправки к закону с учётом предложений Гассаля в 1872 году, закон о продаже пищевых продуктов и лекарств (Sale of Food and Drugs Act) 1875 года с поправками 1879 года, закон о маргарине (Margarine Act) 1887 года и, уже после смерти Гассаля, поправки к закону о подмешивании к пище 1899 года. В 1874 году было основано Общество публичных аналитиков (Society of Public Analysts), позднее переименованное в Общество аналитической химии, первым главой которого стал Гассаль.
Одновременно с общественной деятельностью, Гассаль работал врачом в Королевской бесплатной больнице, однако воспаление лёгких принудило его переехать на остров Уайт в 1869 году, где в посёлке Вентнор он основал санаторий, в будущем получивший известность как Royal National Hospital for Diseases of the Chest и проработавший до 1964 года, когда антибиотики сделали ненужными туберкулёзные санатории.
С 1878 года здоровье заставило Гассаля переселиться в Европу, где, переезжая каждый год из Сан-Ремо в Люцерн и обратно, он написал ряд трудов, изложив свои мысли о курортологии в лечении больных чахоткой. В 1893 году вышла его автобиография.

## Память
Именем медика названы тельца Гассаля в тимусе и тельца Гассаля — Генле — гиалиновые отложения в роговице.